# District de Pavas (San José)
Pavas est un district du canton de San José, le plus peuplé des 470 quartiers du Costa Rica. Le district comprend l'aéroport International de Tobías Bolaños de San José.

## Démographie
La population au 31 décembre 2008 était de 88 684 habitants, la plus importante de tous les districts du Costa Rica.

## Subdivisions administratives
Pavas comprend les barrios (ou quartiers) suivants : Aeropuerto, Alfa, Bribri, Favorita Norte, Favorita Sur, Galicia, Geroma, Hispana, Libertad, Lomas del Río, Llanos del Sol, María Reina, Metrópolis, Pavas Centro, la Residencia del Oeste, Rincón Grande, Rohrmoser, Rotonda, San Pedro, Santa Barbara, Santa Catalina, Tajo, Triángulo, Villa Esperanza, et la zone industrielle.

## Éducation
- British School de Costa Rica[2]

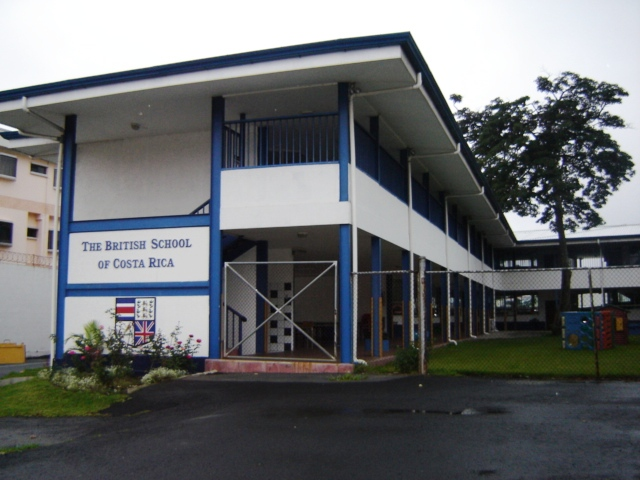
British School de Costa Rica

- Colegio de Humboldt (Humboldt-Schule) - école allemande[3]